# File (verkeer)

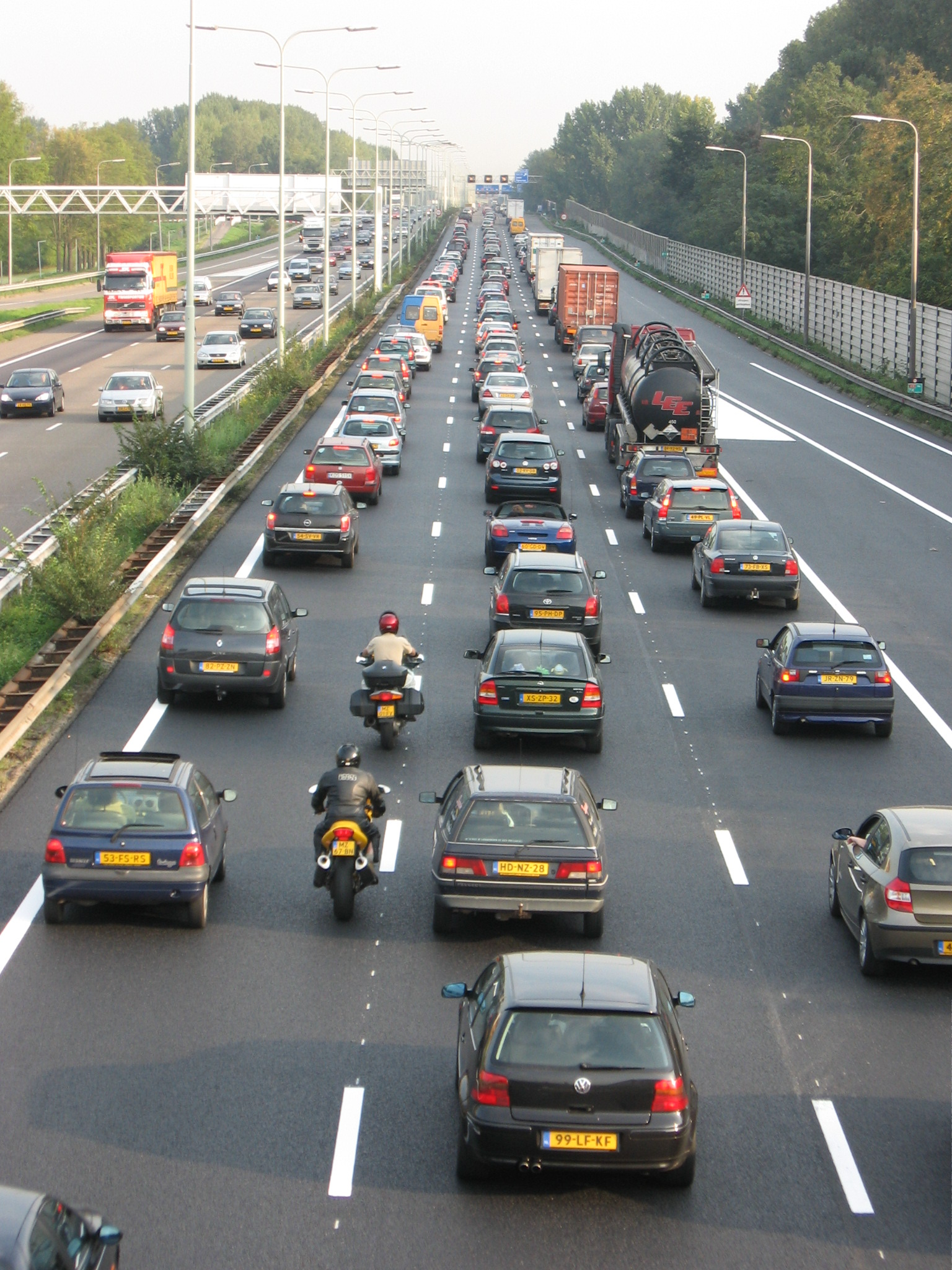
File op de A13

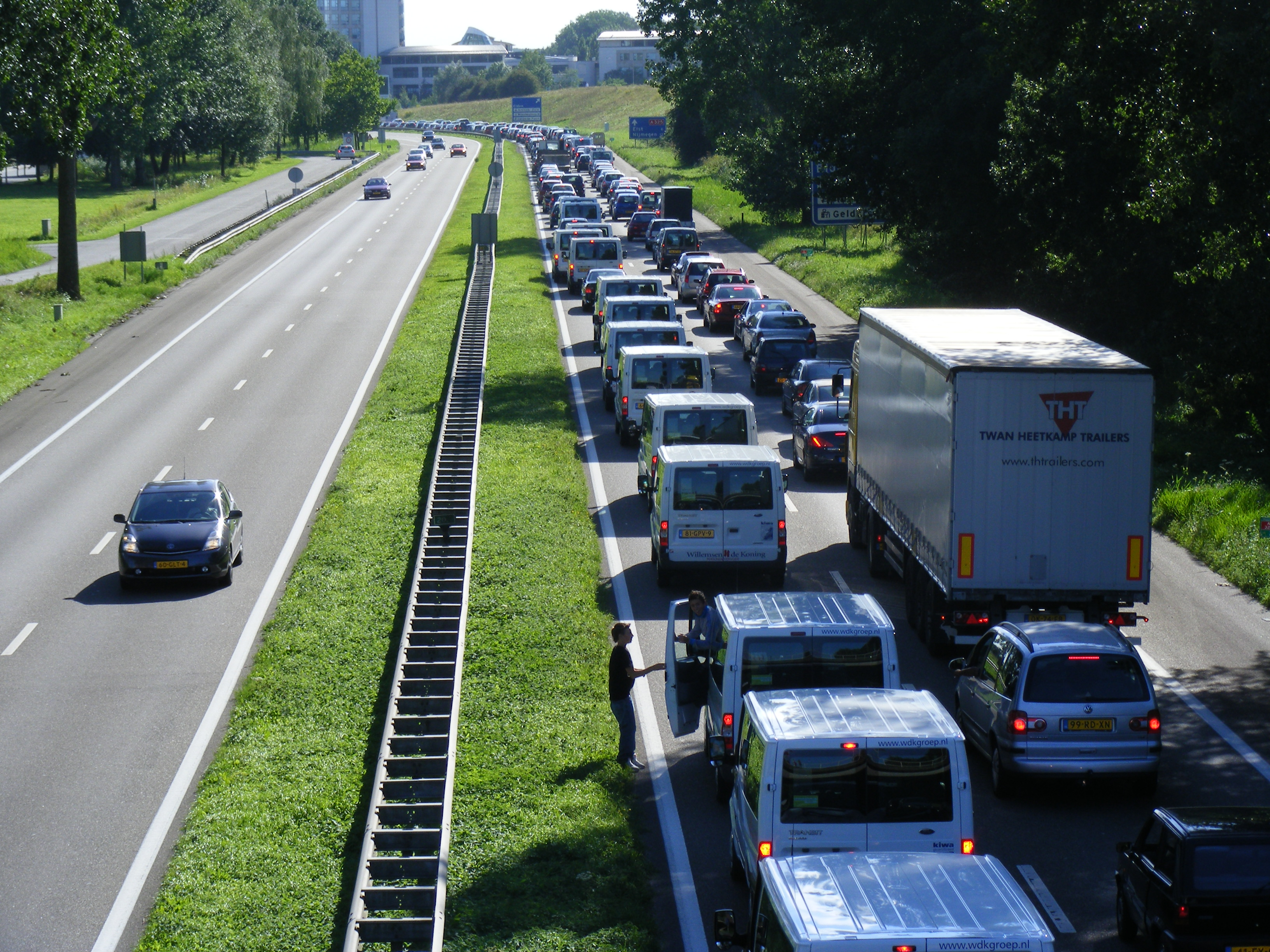
File op de A325 bij Arnhem (2008)

Een file is een rij langzaam rijdend of stilstaand verkeer.
In Nederland hanteert Rijkswaterstaat voor de verkeersinformatie de definitie dat een file een verzamelbegrip is van drie soorten stagnerend verkeer:
1. langzaam rijdend verkeer: verkeer dat over ten minste 2 kilometer nergens sneller rijdt dan 50 km/h, maar doorgaans wel sneller dan 25 km/h
2. stilstaand verkeer: verkeer dat over ten minste 2 kilometer vrijwel overal minder dan 25 km/h rijdt
3. langzaam rijdend tot stilstaand verkeer: langzaam rijdend verkeer over veelal wat grotere lengte met hierin op sommige stukken stilstaand verkeer.

De definitie van een file of congestie is niet eenduidig. In de perceptie van weggebruikers is soms al sprake van filevorming als de doorstroming wordt bemoeilijkt. Binnen Rijkswaterstaat worden behalve bovenstaande ook andere definities gehanteerd. Zo is de definitie van een file die voor de dynamische route-informatiepanelen (DRIP) wordt gebruikt anders en ook die voor bijvoorbeeld statistische gegevens wijkt af.
Een veelvoorkomend verschijnsel is het zogenaamde harmonica-effect of accordeoneffect, door de Vlaamse openbare omroep VRT ook wel filegolven genoemd. Hiermee wordt een situatie over een langere afstand bedoeld waarin congestie wordt afgewisseld met vrij of langzaam rijdend verkeer.

## Inwinning van informatie over files
In Nederland is Rijkswaterstaat belast met het inwinnen en bewerken van verkeersinformatie van het hoofdwegennet. De verspreiding wordt overgelaten aan zogenaamde serviceproviders zoals de ANWB en de VerkeersInformatieDienst (VID). Binnen Rijkswaterstaat vallen de werkzaamheden onder het Verkeerscentrum Nederland (VCNL) dat te Utrecht is gevestigd. Tot 1 juli 2005 was de inwinning voornamelijk handwerk, maar op die datum veranderde het inwinproces drastisch. Een nieuw systeem werd in gebruik genomen waarmee gegevens (intensiteit en snelheid) uit detectielussen in het wegdek rechtstreeks gebruikt kon worden om informatie over files te genereren. De detectielussen liggen op een groot aantal autosnelwegen in Nederland (in de Randstad ongeveer om de 500 meter, elders ten minste rond af- en toeritten). Sinds 2010 verzamelt de VID ook gegevens door detectie en registratie van MAC-adressen van bluetooth-apparatuur in voertuigen (bluetooth-meetsysteem).
Extreem lange files worden vaak gemeld op de radio en op lichtkranten boven de weg. Ook worden files steeds vaker aangegeven in navigatiesystemen zoals bv. Google Maps. Op deze manier kunnen automobilisten dan tijdig een andere route kiezen.  

## Ranglijsten en historische gegevens over files in Nederland

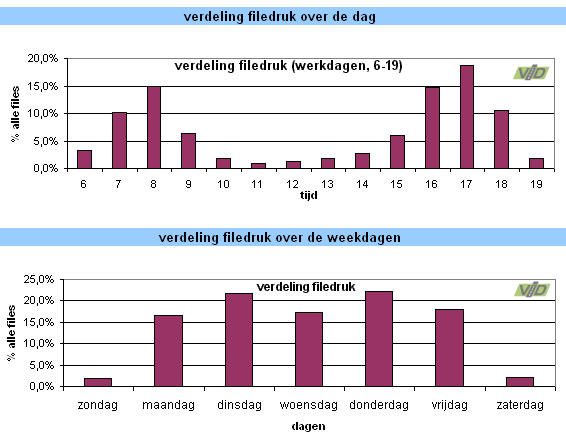
Verdeling filedruk over uren en dagen

### De eerste

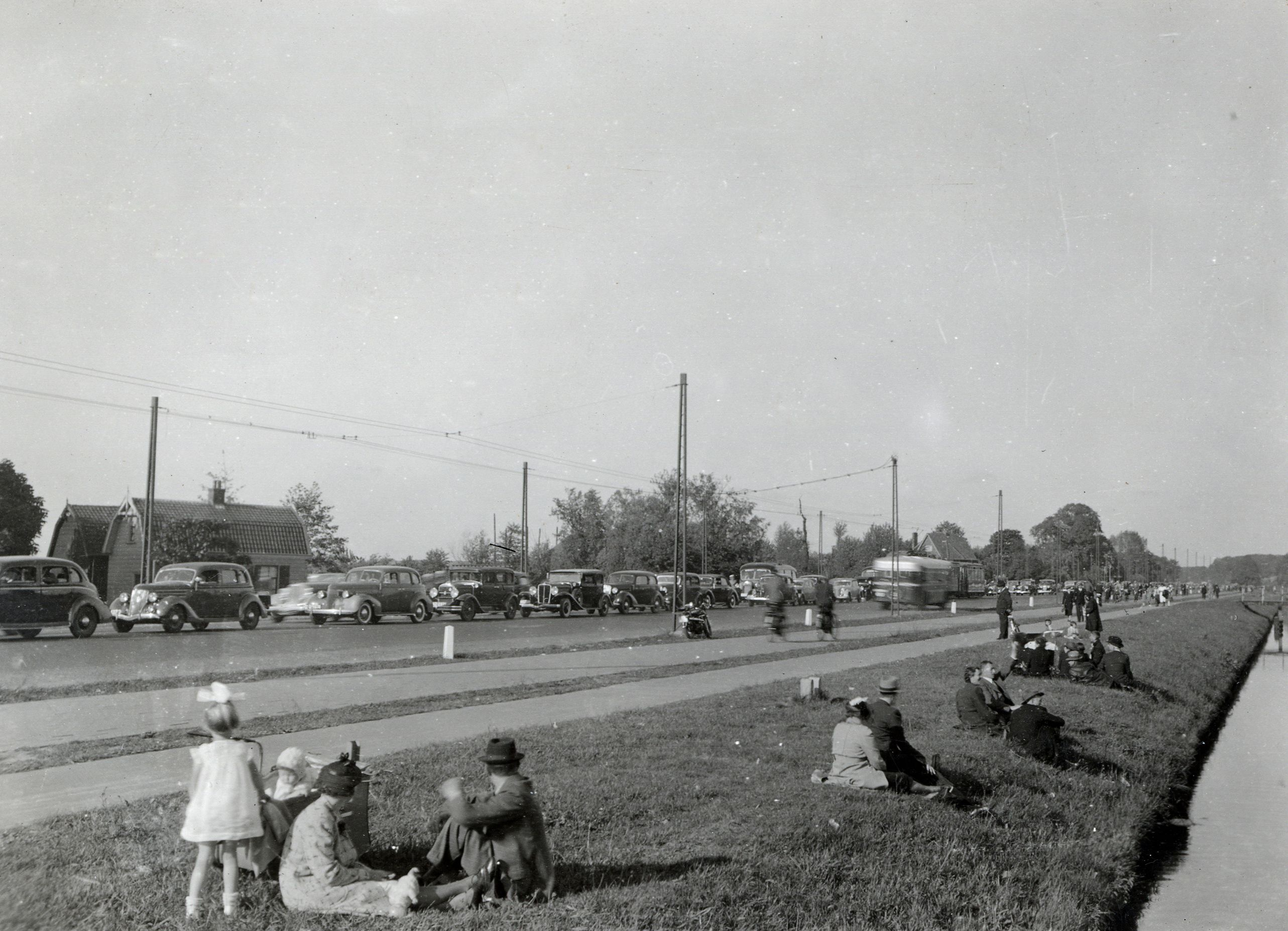
Pinksterfile in Maartensdijk, 1939

De eerste files in Nederland in de moderne periode ontstonden door dagjesmensen die massaal op pad gingen. Eerder al ontstonden er opstoppingen van karren en diligences die de steden in wilden; Louis Couperus beschreef reeds in 1889 een file in zijn boek Eline Vere. Wanneer de eerste 'moderne' file in Nederlands was is niet bekend. De ANWB houdt het op 29 mei 1955, eerste pinksterdag. Deze file ontstond op knooppunt Oudenrijn. Echter ook in 1913 werd er in de pers al geschreven over een file op de Middenweg in Amsterdam vanwege voetbalwedstrijden. In augustus 1925 trokken velen naar het door de stormramp getroffen Borculo, waardoor wegen in de Achterhoek dichtslibden en eenrichtingsverkeer werd ingesteld. Op 16 augustus werd een file auto's van 7,2 kilometer gemeten. In 1939 was er met Pinksteren (29 mei) een file in Maartensdijk.

### De drukste
Sneeuwval zorgde op 22 januari 2019 voor 2157 kilometer file volgens de ANWB. De grootste vertragingen traden op rond Utrecht, Arnhem, Nijmegen en Eindhoven. 

### Een dag zonder file
Op zondag 30 december 2007 werd voor het eerst in 5 jaar geen enkele file geregistreerd in Nederland. De voorlaatste keer dat zo een dag voorkwam was op zaterdag 30 maart 2002.

### Top 50 (Nederland)
Jaarlijks maken zowel Rijkswaterstaat als de VerkeersInformatieDienst en de ANWB een File Top. Uit deze ranglijsten valt af te leiden voor welke knooppunten en afritten de meeste file staat. Dit wordt uitgedrukt in "filedruk" waarbij de lengte van de file vermenigvuldigd wordt met de duur. Een file die 5 minuten lang 3 km is en daarna 3 minuten lang 2 km levert een filedruk op van (5 × 3) + (3 × 2) = 21 kilometerminuten (kmmin). De ANWB publiceert maandelijks over de trend in de filedruk.
Door de verbeterde inwinning van midden 2005 is een trendbreuk ontstaan. De filedruk voor 2004 was 10,6 miljoen kilometerminuten gemeten met de oude methode tegenover 13,4 miljoen kilometerminuten met de nieuwe methode, een verschil van 25%.
In 2002 is de VerkeersInformatieDienst  begonnen om elk jaar de totale filedruk voor heel Nederland te berekenen. Ook Rijkswaterstaat en de ANWB berekenen inmiddels deze maat voor de overlast van files. Deze wordt vergeleken met de filedruk over het voorgaande jaar. Hieruit valt af te leiden dat tussen 2002 en 2009 de filedruk met gemiddeld 5% per jaar is toegenomen (gecorrigeerd voor de voornoemde trendbreuk). In deze zeven jaar steeg de filedruk het sterkst in 2004, namelijk met 12,5%. In 2002 en 2008 nam de filedruk af, met respectievelijk 7,0% en 1,7%.

## Ranglijsten en historische gegevens over files in België
Cijfers voor België zijn onder meer afkomstig van het Rapport Verkeersindicatoren Snelwegen Vlaanderen. De editie over 2017 spreekt opnieuw van recordwaarden: “de ochtendfiles zijn in 2017 met 158 km gemiddeld 13 km langer dan in 2016, de avondfiles met 124 km gemiddeld 3 km langer dan in 2016”. Nog in 2017 was maandag 11 december de topdag, en het zuidelijk deel van de Antwerpse ring was een uitgesproken koploper wat betreft vrachtverkeer.

## Europa
In april 2010 werd door TomTom een onderzoek uitgevoerd, waaruit werd geconcludeerd dat Brussel de filehoofdstad van Europa was.
| Plaats | Stad      | Land                |
| ------ | --------- | ------------------- |
| 1      | Brussel   | België              |
| 2      | Warschau  | Polen               |
| 3      | Wroclaw   | Polen               |
| 4      | Londen    | Verenigd Koninkrijk |
| 5      | Edinburgh | Verenigd Koninkrijk |
| 6      | Dublin    | Ierland             |
| 7      | Belfast   | Verenigd Koninkrijk |
| 8      | Marseille | Frankrijk           |
| 9      | Parijs    | Frankrijk           |
| 10     | Luxemburg | Luxemburg           |

## Oorzaken

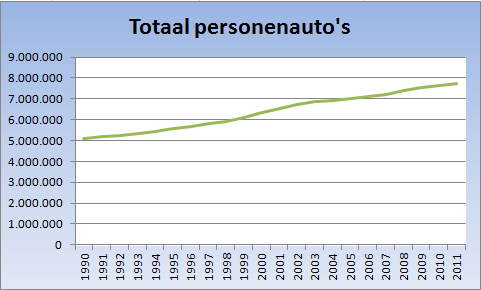
Ontwikkeling van het aantal personenauto's in Nederland

Files hangen samen met de behoefte aan mobiliteit, een karakteristiek verschijnsel van de 20e en 21e eeuw. Over de periode van 1985 tot 2005 steeg het aantal jaarlijkse reizigerskilometers ongeacht het vervoermiddel (in Nederland) met 35%.
In 2005 werd ruim driekwart van die behoefte ingevuld door de auto en slechts 11% door het openbaar vervoer. Pogingen om de automobilist voor het openbaar vervoer te laten kiezen, zijn tot op heden daardoor onvermijdelijk gestrand op capaciteitsgebrek. Alleen al de toename van de vervoersbehoefte (50 miljard kilometer sinds 1985) is bijna 2,5 maal de huidige invulling door het openbaar vervoer. Getuige hun keuze zien veel automobilisten files niet als een onoverkomelijk probleem, mits de reistijd er maar niet te lang van wordt. Bovendien duurt in 90% van de gevallen de reis met het openbaar vervoer twee keer zo lang als met de auto, aldus het Centraal Planbureau. Uit het Woonkennis Jaarrapport 2007 blijkt bijvoorbeeld dat forenzen een baan dichter bij huis zoeken als ze te lang in de file moeten staan. Files hebben daardoor een zekere ingebouwde negatieve terugkoppeling: het verkeersaanbod neemt af bij toenemende vertraging, en neemt weer toe bij afnemende vertraging.
Er zijn verschillende categorieën files, die elk verschillende oorzaken kunnen hebben.
- incidentele files ontstaan door incidenten, zoals ongevallen, pech (voertuigen op de vluchtstrook, afgevallen goederen op de weg), defecte infrastructuur (brug, verkeerslichten en dergelijke), werkzaamheden aan de infrastructuur en slecht weer (mist, regenbuien enzovoorts).
- structurele files ontstaan bijna dagelijks op plekken waar het reguliere verkeersaanbod groter is dan waarop de wegcapaciteit is berekend. Voorbeelden zijn de files in de spitsuren rond grote steden en op belangrijke knooppunten.

Een tussencategorie vormen de files die ontstaan als gevolg van de jaarlijkse vakantie-uittocht (zwarte zaterdag) en grote evenementen zoals de AutoRAI en popconcerten. Ook staan op de A13 soms files ter hoogte van de IKEA die worden veroorzaakt door de vele mensen die hier naartoe gaan om meubels te kopen. 

### Spookfile
Soms ontstaat een file wanneer wegvoertuigen die elkaar op een korte afstand volgen door een remmanoeuvre van het voorste voertuig steeds sterker moeten afremmen. Door het overmatige remmen dat wordt doorgegeven van voertuig op voertuig daalt de snelheid steeds verder, en afhankelijk van het aantal betrokken voertuigen en onderlinge volgafstanden kan dit tot stilstand leiden.
Wanneer de verkeersvraag op de rijbaan waar zoiets plaatsvindt niet zo groot is blijft een dergelijke 'rimpel' (of schokgolf) in het snelheidsprofiel een lokaal verschijnsel dat snel is opgelost. Treedt dit verschijnsel op wanneer de verkeersvraag groter is en de wegcapaciteit benadert, dan kan het verschijnsel leiden tot langere files (zowel in afstand als in tijd). Zulke files, die ogenschijnlijk uit het niets ontstaan, worden ook wel spookfiles genoemd. Vanuit een punt naast de weg is duidelijk dat de spookfile zich naar achteren verplaatst. Aan de voorzijde kunnen voertuigen weer op snelheid komen, aan de achterzijde van de file groeit zij steeds aan.

## Gevolgen

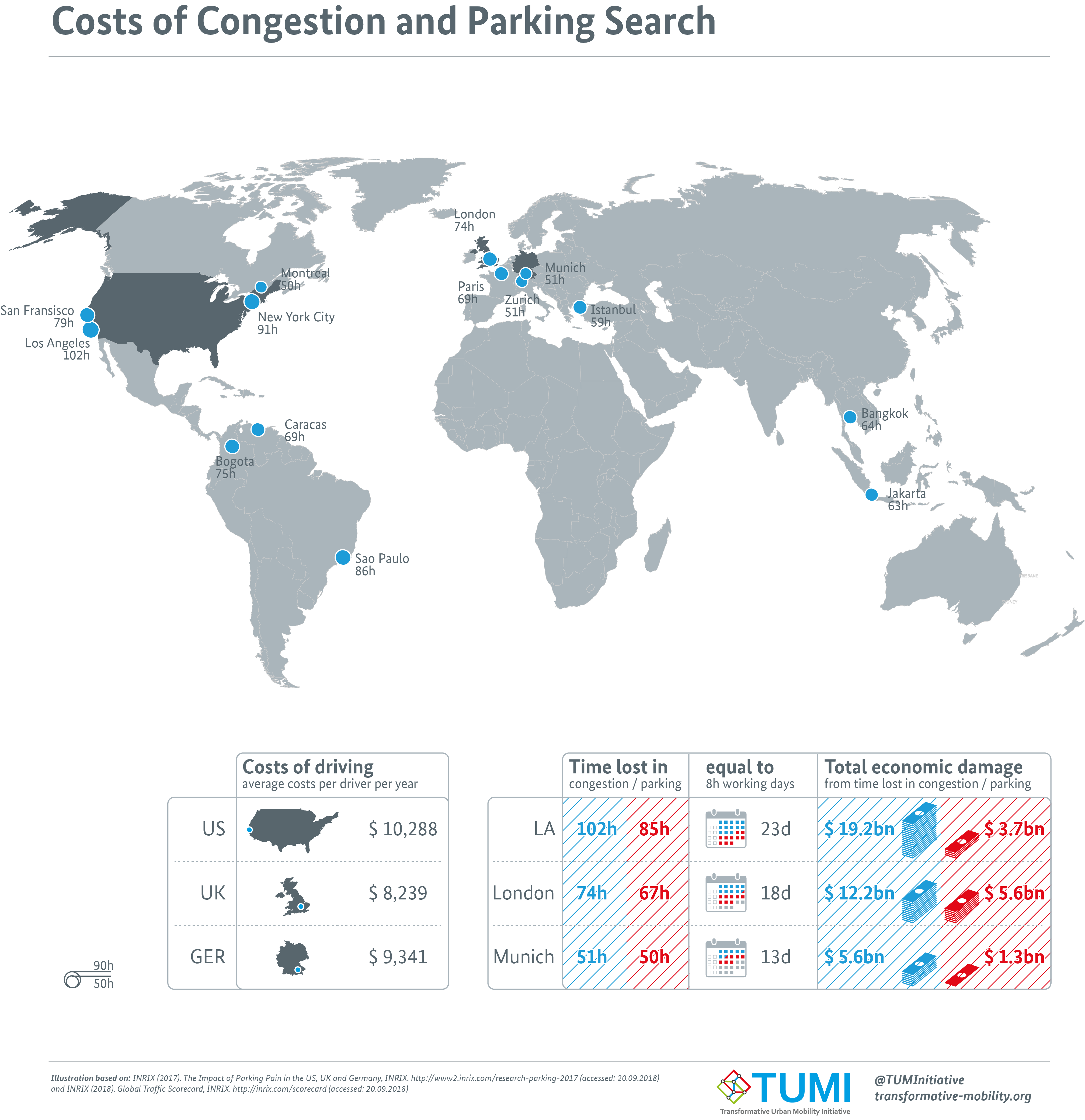
De kosten van file en naar parking zoeken

Files kunnen diverse negatieve gevolgen hebben:
- tijdverlies, wat ten koste gaat van werktijd (beroepsverkeer) of vrije tijd (recreatief en woon-werkverkeer).
- vertragingen, waardoor reizigers of goederen te laat arriveren op hun werk, opleiding of andere afspraak. Dit kan leiden tot reprimandes en het mislopen van commerciële en sociale kansen.
- sluipverkeer, waardoor smalle wegen en rustige woonwijken of dorpen (sluiproutes) plotseling worden overstroomd door autoverkeer.
- extra brandstofverbruik, wat leidt tot onnodige kosten en luchtvervuiling.
- frustratie bij automobilisten, wat kan leiden tot gevaarlijk gedrag, bijvoorbeeld te hard rijden in een poging de verloren tijd in te halen.
- ongelukken, waardoor nieuwe files kunnen ontstaan. Hierbij kunnen in de tegenovergestelde richting vaak "kijkersfiles" ontstaan doordat mensen kijken naar het ongeluk en daardoor (on)bewust langzamer gaan rijden.
- geen doorgang voor hulpdiensten (voorrangsvoertuigen): hiervoor leggen verschillende landen een reddingsstrook op waarbij voertuigen in de file ruimte openlaten voor de doorgang van hulpdiensten.

Volgens enkele vervoersorganisaties leed het bedrijfsleven in 2017 1,3 miljard euro schade doordat vrachtauto’s wegens files stilstonden of omreden.

## Oplossingen

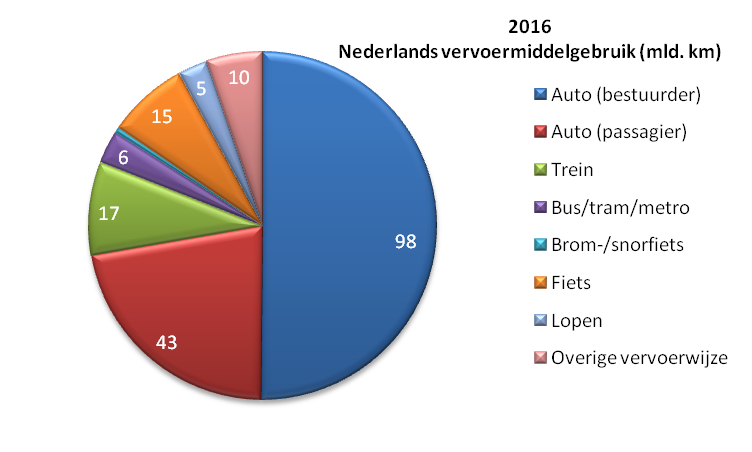
Gebruik van vervoermiddelen in 2016, in miljarden km per jaar

Het fileprobleem kan worden verkleind door het wegnemen van de oorzaken, dus:
1. vermindering van het verkeersaanbod;
2. andere vormen voor mobiliteit stimuleren;
3. wegnemen van verstoringen in de doorstroming;
4. wegnemen van verstoringen in de aandacht van bestuurders;
5. aanleggen van meer wegen;
6. vergroting van de doorvoercapaciteit van de weg;
7. vergroting van de opnamecapaciteit van de bestemmingen.

Bij 1: De Nederlandse overheid richt zich voor de regulering van het verkeersaanbod onder andere op het kostenaspect (spitsheffing, kilometerheffing). Verondersteld wordt dat automobilisten alternatieven kiezen als het autogebruik duurder wordt. Hierover bestaat discussie omdat er voldoende voorbeelden zijn waaruit blijkt dat automobilisten zich door verhoogde kosten (bijvoorbeeld autoprijzen, parkeertarieven, belastingen, brandstofprijzen) slechts tijdelijk laten beïnvloeden. Andere mogelijkheden om het verkeersaanbod te verminderen zijn carpoolen, het bij elkaar brengen van wonen en werken, het loslaten van de collectieve dagindeling, repressieve maatregelen, en het structureel verbeteren van alternatieven, zoals openbaar vervoer of fietsinfrastructuur.
Bij 2: De oplossing kan ook liggen door andere vervoermiddelen te gebruiken, zoals de (elektrische) fiets, scooter en het openbaar vervoer. Investeren in sneller en frequenter openbaar vervoer en een vergroting van de capaciteit is volgens mobiliteitsexperts dé oplossing voor het mobiliteitsprobleem.
Bij 3 en 4: Een file is een dynamisch verschijnsel waarin iedere automobilist vertraagd op de voorganger reageert. Daardoor kan een file als golfbeweging al ontstaan zonder dat er een aanwijsbare aanleiding is. Het Nederlandse wegennet is gedeeltelijk voorzien van een dynamisch geleidingssysteem met variabele snelheidsadviezen en rijstrookafsluitingen of -toevoegingen die worden getoond op matrixborden boven de weg. 
Ook dynamisch verkeersmanagement kan helpen om het verkeer te reguleren, bijvoorbeeld door middel van een DRIP. Het doel van een DRIP is automobilisten tijdig te informeren over verstoringen waardoor dit gedrag gestabiliseerd wordt, maar in hoeverre dit systeem het fileprobleem doet verminderen is moeilijk vast te stellen. Ondanks deze verkeersbegeleiding zijn verstoringen onvermijdelijk.
Bij 5, 6 en 7: Vergroting van capaciteit of het aanleggen van meer wegen is een mogelijk, maar complex hulpmiddel in de filebeheersing. Uitgedrukt in het totale fileleed valt het effect van 'meer asfalt' soms tegen, bijvoorbeeld als het verkeer verder stroomafwaarts op een nieuw knelpunt stuit. Een voorbeeld: in 2005/2006 werd de A4 tussen Roelofarendsveen en Hoogmade uitgebreid van 2 naar 3 stroken, wat als gevolg had dat de kop van de file niet meer bij Roelofarendsveen stond, maar bij Hoogmade. De files werden ook langer omdat de doorstroming bij Hoogmade minder goed was dan voor de uitbreiding bij Roelofarendsveen. Dit kan echter worden ondervangen door een volledig traject onder handen te nemen. Dit is bijvoorbeeld succesvol gebleken tijdens de verbreding van de A2.
Een tweede probleem bij uitbreiding van de capaciteit is het (populair gezegd) 'aanzuigende effect van meer asfalt'. Dat komt vooral voor als een knelpunt zorgt voor een ongewilde aanpassing van reisgedrag van een grotere groep weggebruikers. Die groep gaat, als gevolg van de standaard filevorming, bijvoorbeeld later van huis en verandert dat gedrag als het knelpunt wordt weggenomen. Of het knelpunt heeft mensen altijd weerhouden van verhuisplannen, die ze nu wel verwezenlijken. Hierdoor neemt het verkeersaanbod weer toe, wat terugkeer van het knelpunt als gevolg kan hebben.
Niet in de laatste plaats staan tegenstrijdige politieke belangen vaak oplossingen voor vergroting van de doorvoercapaciteit van de weg en opnamecapaciteit van de bestemmingslocaties in de weg. Mede hierdoor duurt het vaak lang voordat een voorgenomen capaciteitsuitbreiding kan worden geëffectueerd. Het toepassen van spitsstroken is een voorbeeld van capaciteitsvergroting waarbij geprobeerd is de realisatietermijn te bekorten.
Op technologisch gebied worden ideeën ontwikkeld zoals voertuigbegeleiding, waarbij de controle over de auto geheel of gedeeltelijk (bijvoorbeeld door adaptive cruise control) uit handen van de bestuurder wordt genomen. Hiermee zou in theorie de bestaande wegcapaciteit beter kunnen worden benut. Veel van deze oplossingen vragen echter een aangepaste infrastructuur en zijn nog verre van inzetbaar.

## Filefuik
Een filefuik of kunstmatige file is een verkeersfuik die wordt gevormd door een opzettelijk gevormde file. De bedoeling van de filefuik is het stoppen van voortvluchtige criminelen die door de politie worden achtervolgd.
In Nederland kwam deze methode in opspraak nadat er bij een filefuik in oktober 2011 een onschuldig slachtoffer viel toen zijn auto werd geraakt door een auto met twee voortvluchtige benzinedieven. Het middel is in de jaren negentig door deskundigen van de daartoe opgerichte werkgroep Roadblock afgeraden in een advies aan de Raad van Hoofdcommissarissen. Er bestond te weinig duidelijkheid over de juridische aansprakelijkheid bij inzetting van dit middel, aldus Roadblock. Daarnaast zouden spijkermatten en andere blokkades veiliger zijn. Inmiddels heeft de Nationale Politie hiervoor één landelijk, uniform kader opgesteld.